# Acolasis fragilis
Acolasis fragilis är en fjärilsart som beskrevs av William Schaus 1901. Acolasis fragilis ingår i släktet Acolasis och familjen nattflyn. Inga underarter finns listade i Catalogue of Life.